# Manuel Carlos de Abreu e Meneses
Manuel Carlos de Abreu e Meneses ou Manoel Carlos de Abreu e Menezes (Viana do Castelo, 13 de dezembro de 1774 - Mato Grosso, 8 de Fevereiro de 1805) advogado (1793-94), foi um capitão-general que governou a capitania de Mato Grosso.

## Biografia
Foi nomeado, para assumir a referida capitania, por Carta Régia de 25 de Agosto de 1802, o qual sucedeu no Governo de sucessão que existia pela ausência de Caetano Pinto de Miranda Montenegro. Terá partido de imediato pois no mês seguinte, em setembro do mesmo ano, solicitou o soldo do embarque.
Em 20 de Março de 1804, irá pela primeira vez à vila de Cuiabá.
Ficando no governo adoentado, faleceu em 1805 no poder, sendo sepultado em Vila Bela da Santíssima Trindade.
Pouco mais tarde, em Junho de 1806, o seu irmão Francisco de Abreu Pereira de Meneses, desembargador e o provedor das Capelas, terá requerido ao príncipe regente D. João, a permissão de ordem para que o governo interino e o provedor dos Defuntos mandassem entregar a herança aos seus procuradores para pagamento dos credores.
Seriam ambos filhos de Francisco de Abreu Pereira, senhor de Lindoso e do Paço de Lanheses, e de Maria Vitória de Menezes Bacelar, filha de Manuel Carlos Bacelar Pereira Malheiro.